# 무등산 규봉 주상절리와 지공너덜
무등산 규봉 주상절리와 지공너덜은 전라남도 화순군 이서면 영평리, 무등산에 있다. 2018년 10월 1일 대한민국의 명승으로 지정 예고를 거쳐, 2018년 12월 20일 대한민국의 명승 제114호로 지정되었다.

## 지정 사유
호남 주산인 무등산의 입석대·서석대와 규봉은 화산활동에 의해 분출된 용암이 냉각·수축되어 형성된 주상절리로 유명하다. 규봉은 하늘과 맞닿을 듯 깎아지른 약 100여개의 돌기둥 사이로 자라고 있는 울창한 수림과 규봉암의 사찰이 어울려 한 폭의 동양화를 보는 듯 하고 조선시대 고문헌에 기록된 규봉과 지공너덜은 현존까지 잘 보존되고 있어 역사적·학술적·경관적 가치가 높은 명승이다.
조선시대의 인문지리서인「신증동국여지승람」의 전라도 광산현(光山縣)편에는 "규봉은 열 개의 대(臺)가 있는데, 송하(送下)ㆍ광석(廣石)ㆍ풍혈(風穴)ㆍ장추(藏秋)ㆍ청학(靑鶴)ㆍ송광(松廣)ㆍ능엄(楞嚴)ㆍ법화(法華)ㆍ설법(說法)ㆍ은신(隱身)이라고 이름한다" 라고하여 각각의 돌기둥에 이름을 명칭하였고, 김극기의 시에는 "이상한 모양이라 이름을 붙이기 어렵더니, 올라와 보니 만상(萬像)이 공평하구나. 돌 모양은 비단으로 말라낸 듯하고 봉우리 형세는 옥을 다듬어 이룬 듯하다. 명승을 밝으니 속세의 자취가 막히고, 그윽한 곳에 사니 진리에 대한 정서가 더해지누나. 어떻게 속세의 인연을 끊을까, 가부(跏趺)하고 앉아 무생(無生)을 배우노라."하여 이 곳에서 느낄 수 있는 경이로움과 아름다움을 칭송하기도 하였다.
지공너덜은 주상절리가 오랜 세월 풍화작용에 의해 깨어져 산능선을 타고 모여진 산물로 주상 절리와 초기 형성과정을 같이하며, 인도 승려인 지공대사가 이 곳에 석실(石室)을 만들고 좌선 수도하면서 그 법력으로 억만개의 돌을 깔았다는 유래가 전해져 내려온다.

## 지정 근거
'무등산 규봉 주상절리와 지공너덜'은 '자연경관이 뛰어난 산악'(문화재보호법 제11조 제1항 관련 국가지정문화재(명승)의 지정기준 1에 해당된다.